# Wiktor Dmitrijewitsch Baranow
Wiktor Dmitrijewitsch Baranow (russisch Виктор Дмитриевич Баранов; * 30. Januar 1928; † 14. August 2005) war ein sowjetischer Skilangläufer.
Baranow belegte im Jahr 1955 beim Holmenkollen Skifestival den dritten Platz über 50 km. Im folgenden Jahr nahm er an den Olympischen Winterspielen 1956 in Cortina d’Ampezzo teil. Dabei errang er den siebten Platz über 50 km. Bei den Lahti Ski Games 1957 lief er auf den achten Platz über 50 km. Von 1962 bis 1964 war er Nationaltrainer der sowjetischen Skilangläufer.